# Cranosina philippinensis
Cranosina philippinensis är en mossdjursart som först beskrevs av Ferdinand Canu och Ray Smith Bassler 1929.  Cranosina philippinensis ingår i släktet Cranosina och familjen Calloporidae. Inga underarter finns listade i Catalogue of Life.